# Nicolás Novello
Nicolás Novello (Cosenza, 20 maggio 1946) è un allenatore di calcio ed ex calciatore italiano naturalizzato argentino, di ruolo attaccante.

## Carriera
Proveniente da una famiglia di immigrati italiani, ha trascorso la maggior parte della sua carriera nel Boca Juniors, club con cui ha disputato oltre 100 partite vincendo due campionati.
Appesi gli scarpini al chiodo ha avuto un breve trascorso da allenatore guidando l'Unión Española nel 1981 ed in seguito le giovanili degli Xeneizes dal 1989 al 1995.

## Palmarès
- Campionato argentino: 2

Boca Juniors: 1969, 1970
- Copa Argentina: 1

Boca Juniors: 1969
- Campionato cileno: 1

Unión Española: 1977